# Draft 1979 de la NBA
1978 1980
La draft 1979 de la NBA est la 33e draft annuelle de la National Basketball Association (NBA), se déroulant en amont de la saison 1979-1980. Elle s'est tenue le 25 juin 1979 au Plaza Hotel de New York. Elle se compose de 10 tours et 202 joueurs ont été sélectionnés,. En amont de la saison, le Jazz de La Nouvelle-Orléans déménagent dans la ville de Salt Lake City pour devenir le Jazz de l'Utah.
Lors de cette draft, 22 équipes de la NBA choisissent à tour de rôle des joueurs évoluant au basket-ball universitaire américain, ainsi que des joueurs internationaux. Si un joueur quittait l’université plus tôt, il devenait éligible à la sélection.
Les deux premiers choix de la draft se décident entre les deux équipes arrivées dernières de leur division l'année précédente, à l'issue d'un pile ou face. Les choix de premier tour restant et les choix de draft sont affectés aux équipes dans l'ordre inverse de leur bilan victoires-défaites lors de la saison 1978-1979. Les Lakers de Los Angeles, qui héritent du choix dévolu au Jazz de La Nouvelle-Orléans, gagnent ce tirage au sort face aux Bulls de Chicago.
Earvin « Magic » Johnson, en provenance de Michigan State, est sélectionné par la franchise des Lakers en premier choix. Il est le premier joueur, n'ayant pas fini son cursus universitaire de l'histoire de la draft, à avoir été sélectionné en premier choix.
Un autre jeune joueur, Larry Bird, sélectionné une année plus tôt lors de la draft 1978, devient éligible pour jouer à partir de cette saison et remporte le titre de NBA Rookie of the Year. Il formera avec Magic Johnson et les franchises des Lakers et des Celtics de Boston, une rivalité historique.
Johnson et Sidney Moncrief, cinquième choix de draft, sont intronisés au Basketball Hall of Fame, à l'issue de leur carrière. Un autre joueur, Níkos Gális, sélectionné au quatrième tour de la draft, intègre le panthéon du basket-ball bien qu'il n'ait jamais joué en NBA, afin de récompenser une grande carrière en Europe.

## Draft
| ^ | Signale un joueur qui a été intronisé au Basketball Hall of Fame                                                                |
| * | Signale un joueur qui a été sélectionné pour au moins un match annuel NBA All-Star Game et une récompense annuelle All-NBA Team |
| + | Signale un joueur qui a été sélectionné pour au moins un match annuel NBA All-Star Game                                         |
| m | Signale un joueur qui a remporté le titre de MVP au cours de sa carrière                                                        |

### Premier tour
| Choix | Nom                | Position          | Nationalité | Équipe                                              | Provenance                    |
| ----- | ------------------ | ----------------- | ----------- | --------------------------------------------------- | ----------------------------- |
| 1     | Magic Johnson^ m   | Meneur            | États-Unis  | Lakers de Los Angeles (de l'Utah)                   | Spartans de Michigan State    |
| 2     | David Greenwood    | Ailier fort Pivot | États-Unis  | Bulls de Chicago                                    | Bruins d'UCLA                 |
| 3     | Bill Cartwright+   | Pivot             | États-Unis  | Knicks de New York (de Boston)                      | Dons de San Francisco         |
| 4     | Greg Kelser        | Ailier            | États-Unis  | Pistons de Détroit (de Cleveland via Milwaukee)     | Spartans de Michigan State    |
| 5     | Sidney Moncrief^   | Meneur Arrière    | États-Unis  | Bucks de Milwaukee (de Détroit)                     | Razorbacks de l'Arkansas      |
| 6     | James Bailey       | Ailier fort Pivot | États-Unis  | SuperSonics de Seattle (de New York)                | Scarlet Knights de Rutgers    |
| 7     | Vinnie Johnson     | Meneur Arrière    | États-Unis  | SuperSonics de Seattle (du New Jersey via New York) | Bears de Baylor               |
| 8     | Calvin Natt+       | Ailier            | États-Unis  | Nets du New Jersey (d'Indiana via Milwaukee)        | Warhawks de Louisiana-Monroe  |
| 9     | Larry Demic        | Ailier fort       | États-Unis  | Knicks de New York (de Golden State via Boston)     | Wildcats de l'Arizona         |
| 10    | Roy Hamilton       | Meneur            | États-Unis  | Pistons de Détroit (de Milwaukee via San Diego)     | Bruins d'UCLA                 |
| 11    | Cliff Robinson     | Ailier fort       | États-Unis  | Nets du New Jersey (de San Diego)                   | Trojans d'USC                 |
| 12    | Jim Paxson*        | Arrière Ailier    | États-Unis  | Trail Blazers de Portland                           | Flyers de Dayton              |
| 13    | Dudley Bradley     | Arrière Ailier    | États-Unis  | Pacers de l'Indiana (d'Atlanta)                     | Tar Heels de Caroline du Nord |
| 14    | Brad Holland       | Meneur            | États-Unis  | Lakers de Los Angeles                               | Bruins d'UCLA                 |
| 15    | Phil Hubbard       | Ailier fort Pivot | États-Unis  | Pistons de Détroit (de Denver)                      | Wolverines du Michigan        |
| 16    | Jim Spanarkel      | Arrière Ailier    | États-Unis  | 76ers de Philadelphie                               | Blue Devils de Duke           |
| 17    | Lee Johnson        | Ailier fort       | États-Unis  | Rockets de Houston                                  | Lions de Texas A&M–Commerce   |
| 18    | Reggie King        | Ailier            | États-Unis  | Kings de Kansas City                                | Crimson Tide de l'Alabama     |
| 19    | Wiley Peck         | Arrière           | États-Unis  | Spurs de San Antonio                                | Bulldogs de Mississippi State |
| 20    | Larry Knight       | Ailier            | États-Unis  | Jazz de l'Utah (de Phoenix)                         | Ramblers de Loyola            |
| 21    | Sylvester Williams | Arrière Ailier    | États-Unis  | Knicks de New York (de Seattle via Boston)          | Rams de Rhode Island          |
| 22    | Kyle Macy          | Meneur            | États-Unis  | Suns de Phoenix (de Washington)                     | Wildcats du Kentucky          |

### Joueurs notables sélectionnés après le premier tour
| Choix | Nom              | Position          | Nationalité            | Équipe                                 | Provenance                   |
| ----- | ---------------- | ----------------- | ---------------------- | -------------------------------------- | ---------------------------- |
| 31    | Edgar Jones      | Ailier fort Pivot | États-Unis             | Bucks de Milwaukee                     | Wolf Pack du Nevada          |
| 65    | Bill Laimbeer+   | Pivot             | États-Unis             | Cavaliers de Cleveland (de Seattle)    | Fighting Irish de Notre Dame |
| 68    | Níkos Gális^     | Arrière           | États-Unis Grèce       | Celtics de Boston                      | Pirates de Seton Hall        |
| 73    | James Donaldson+ | Pivot             | Royaume-Uni États-Unis | SuperSonics de Seattle (de New Jersey) | Cougars de Washington State  |
| 82    | Jerry Sichting   | Meneur            | États-Unis             | Warriors de Golden State (de Denver)   | Boilermakers de Purdue       |
| 107   | Mark Eaton+      | Pivot             | États-Unis             | Suns de Phoenix                        | Cypress College              |